# Ahrensdorfer Moor
Das Ahrensdorfer Moor ist ein Naturschutzgebiet in der niedersächsischen Stadt Friesoythe im Landkreis Cloppenburg.

## Allgemeines
Das Naturschutzgebiet mit dem Kennzeichen NSG WE 235 ist 321,5 Hektar groß. Es steht seit dem 27. August 1999 unter Naturschutz. Zuständige untere Naturschutzbehörde ist der Landkreis Cloppenburg.

## Beschreibung
Das Naturschutzgebiet liegt südlich des Küstenkanals bei Ahrensdorf. Das Ahrensdorfer Moor ist ein weitgehend erhalten gebliebenes Teilgebiet des Langen Moores, in dem nur wenig Torfabbau stattfand. Industrieller Torfabbau des Hochmoores fand nur im westlichen Teil des Naturschutzgebietes statt. Diese Flächen werden durch Wiedervernässung renaturiert.
Im Osten des Naturschutzgebietes befindet sich die ehemalige Klärschlammdeponie Edewechterdamm/Ahrensdorf, die 1970 auf dem Gelände eines ehemaligen Torfwerkes eingerichtet und von 1972 bis zum 31. Mai 2005 genutzt wurde. Betreiber der 138 Hektar großen Deponie war die hanseWasser Bremen. Auf der Deponie wurde rund 3,2 Millionen Kubikmeter Klärschlamm aus den Bremer Kläranlagen Seehausen und Farge sowie niedersächsischen Umlandgemeinden eingelagert, der überwiegend mit Tankschiffen über den Küstenkanal angelandet wurde.
Im Laufe der Jahre hat sich ein wertvolles, großflächiges Feuchtgebiet aus „zweiter Hand“ entwickelt, das nationale Bedeutung als Vogelbrutgebiet besitzt. So sind hier 160 verschiedene Wasser-, Wat- und Singvögel nachgewiesen worden. In den ehemaligen Schlammpütten ist die Sukzession von offenen Wasser- bzw. Schlammflächen zu einer mosaikartigen und vielfältigen Vegetation (Weiden-Sumpfgebüsche, Birken-Pionierwald, Pfeifengras-Birken-Moorwald bzw. verschiedene Landröhrichte) zu beobachten.
Das Gebiet wird über Gräben zum Lahe-Ableiter entwässert, der das Gebiet quert.